# Józef Hutorowicz
Józef Hutorowicz herbu Hutor – wojski oszmiański od 1793 roku, marszałek konfederacji targowickiej w powiecie oszmiańskim w 1792 roku, poseł oszmiański na sejm grodzieński (1793), członek konfederacji grodzieńskiej 1793 roku.